# Život před sebou (film)
Život před sebou, v italském originále La vita davanti a sé, je italské filmové drama z roku 2020, režiséra Edoarda Pontiho. Ponti je rovněž spolu s Ugem Chitim autorem scénáře. Film je adaptací stejnojmenné knihy Romaina Garyho (Gary napsal knihu pod pseudonymem Émile Ajar a získal za ni Goncourtovu cenu). Vypráví příběh ženy, která přežila holokaust a ke sklonku svého života se rozhodla žít v Itálii a pracovat jako chůva. Jedním z dětí, o které se stará, je sirotek Momo, který významně ovlivní její život. Hlavní role ve filmu ztvárnili Sophia Loren, Ibrahima Gueye a Abril Zamora.
Režisér Eduardo Ponti v tomto filmu režíroval svou matku Sophiu Lorenovovou. Ponti příběh knihy, která se odehrává v Paříži, převedl do města Bari, nacházejícím se na jihu Itálie. Jedná se již o druhé filmové zpracování knihy Život před sebou, první vzniklo v roce 1977 a hlavní roli si v něm zahrála Simone Signoretová.
Film měl premiéru ve vybraných kinech ve Spojených státech dne 6. listopadu 2020. Celosvětově byl distribuován prostřednictvím Netflixu, kde se objevil v nabídce od 13. listopadu 2020.
Film byl nominován na dva Zlaté glóby, v kategoriích nejlepší cizojazyčný film a nejlepší původní píseň.

## Obsazení
| Sophia Loren       | Madame Rosa    |
| Ibrahima Gueye     | Momo           |
| Abril Zamora       | Lola           |
| Renato Carpentieri | doktor Cohen   |
| Babak Karimi       | Hamil          |
| Massimiliano Rossi | drogový dealer |

## Vznik filmu
V červenci roku 2019 bylo oznámeno, že vznikne film podle románu Život před sebou od Romaina Garyho, režírovat jej bude Edoardo Ponti, který též s Ugem Chitim napíše scénář. Ve filmu ztvární hlavní role Sophia Loren, Ibrahima Gueye, Abril Zamora, Renato Carpentieri a Babak Karimi. Film se natáčel v červenci a srpnu 2019. 
V únoru 2020 získal Netflix distributorská práva na film. Rozhodlo se, že film bude uveden ve vybraných kinech ve Spojených státech dne 6. listopadu 2020 a poté bude celosvětově vydán na Netflixu dne 13. listopadu 2020. 